# Chrysophyllum cainito
Espèce
Synonymes
- Cainito pomiferum Tussac[1],[2]
- Chrysophyllum bicolor Poir.[1],[3],[2]
- Chrysophyllum bonplandii Klotzsch ex Miq.[2]
- Chrysophyllum caeruleum Jacq.[1]
- Chrysophyllum cainito var. jamaicense Jacq.[2]
- Chrysophyllum cainito var. martinicense Pierre ex Duss[2]
- Chrysophyllum cainito var. pomiferum (Tussac) Pierre[2]
- Chrysophyllum cainito var. portoricense A. DC.[2]
- Chrysophyllum eggersii Pierre[3]
- Chrysophyllum jamaicense Jacq.[1]
- Chrysophyllum maliforme L.[1]
- Chrysophyllum monopyrenum Sw.[2]
- Chrysophyllum ottonis Klotzsch ex Miq.[1]
- Chrysophyllum sericeum Salisb.[1]
- Cynodendron bicolor (Poir.) Baehni[1],[3],[2]

Chrysophyllum cainito, le caïmitier ou caïnitier, est une espèce de plantes à fleurs du genre Chrysophyllum et de la famille des Sapotaceae. C'est un arbre fruitier exotique, des régions tropicales. Son fruit comestible est appelé pomme de lait.
Originaire des basses terres du Mexique, d'Amérique centrale et des îles Caraïbes, il s'y cultive ainsi qu'aux Antilles. C'est un arbre auto-fertile qui mesure entre 6 et 30 m et dont l'écorce est riche en latex. Son feuillage est persistant.

## Description
C'est une espèce tropicale, des climats chauds. elle pousse aussi bien dans des régions humides que semi-arides. Peu exigeante sur la nature du sol, elle supporte toutefois mal les sols asphyxiants.

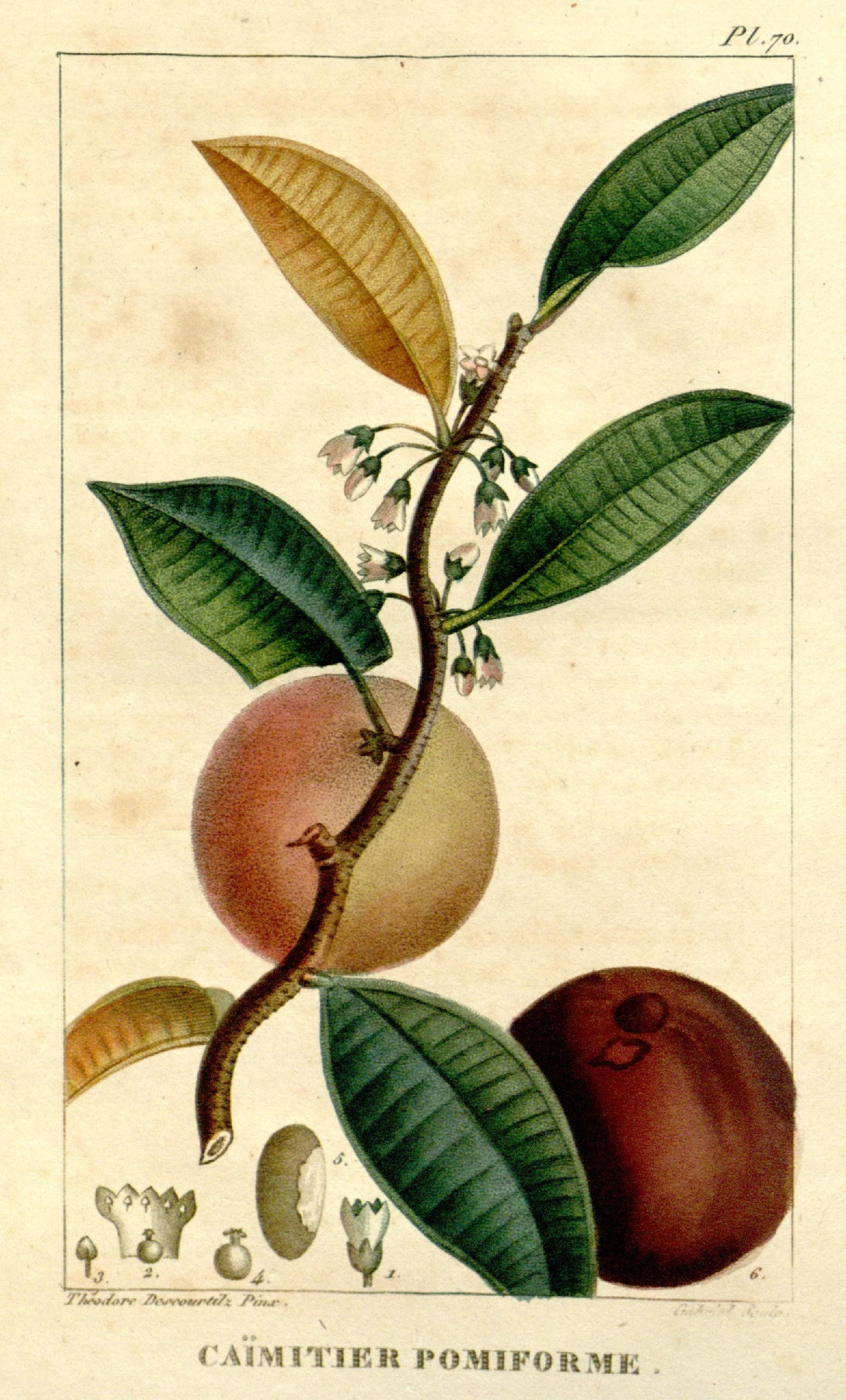
Planche botanique de 1822
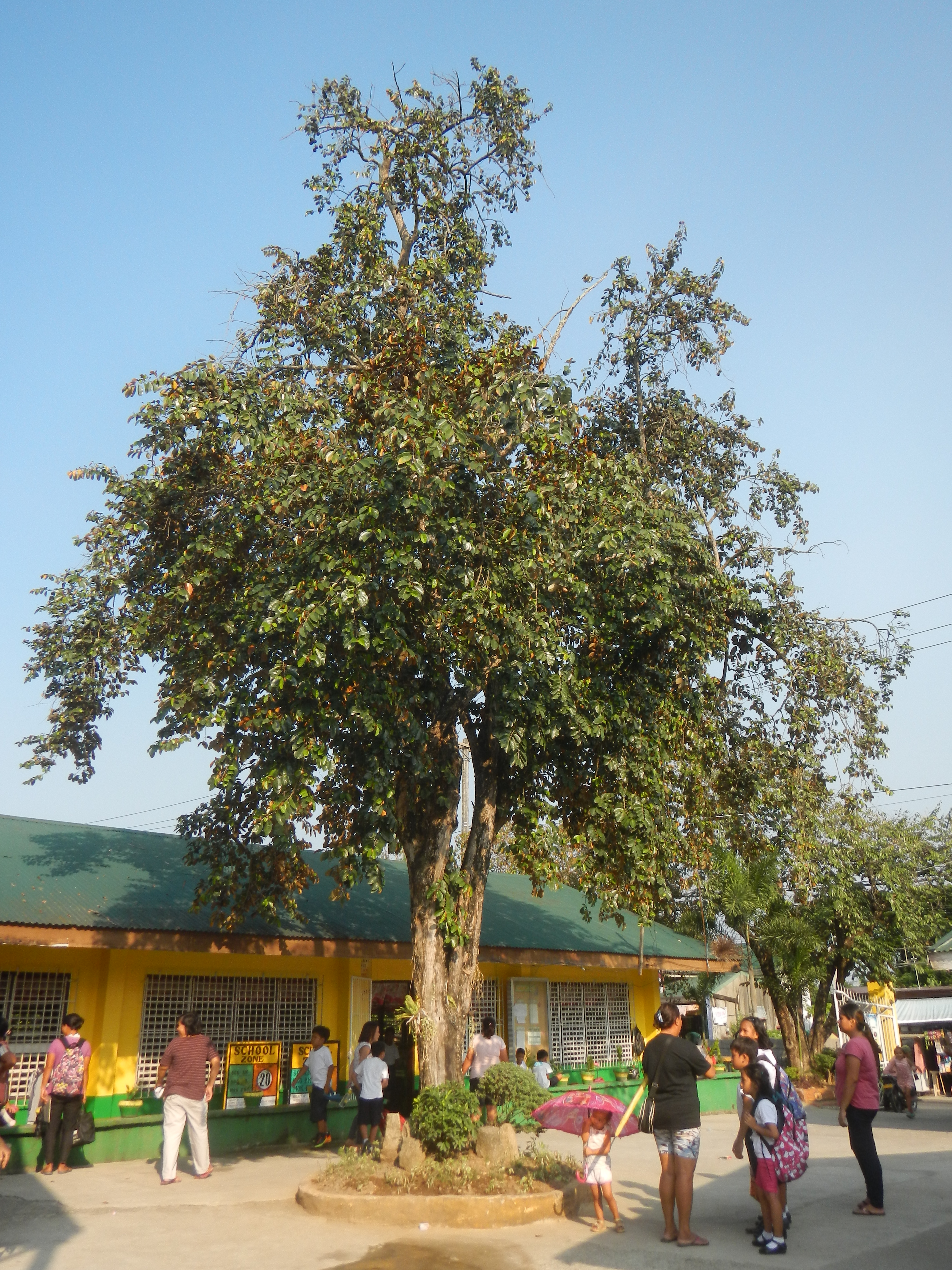
Arbre adulte, aux Philippines
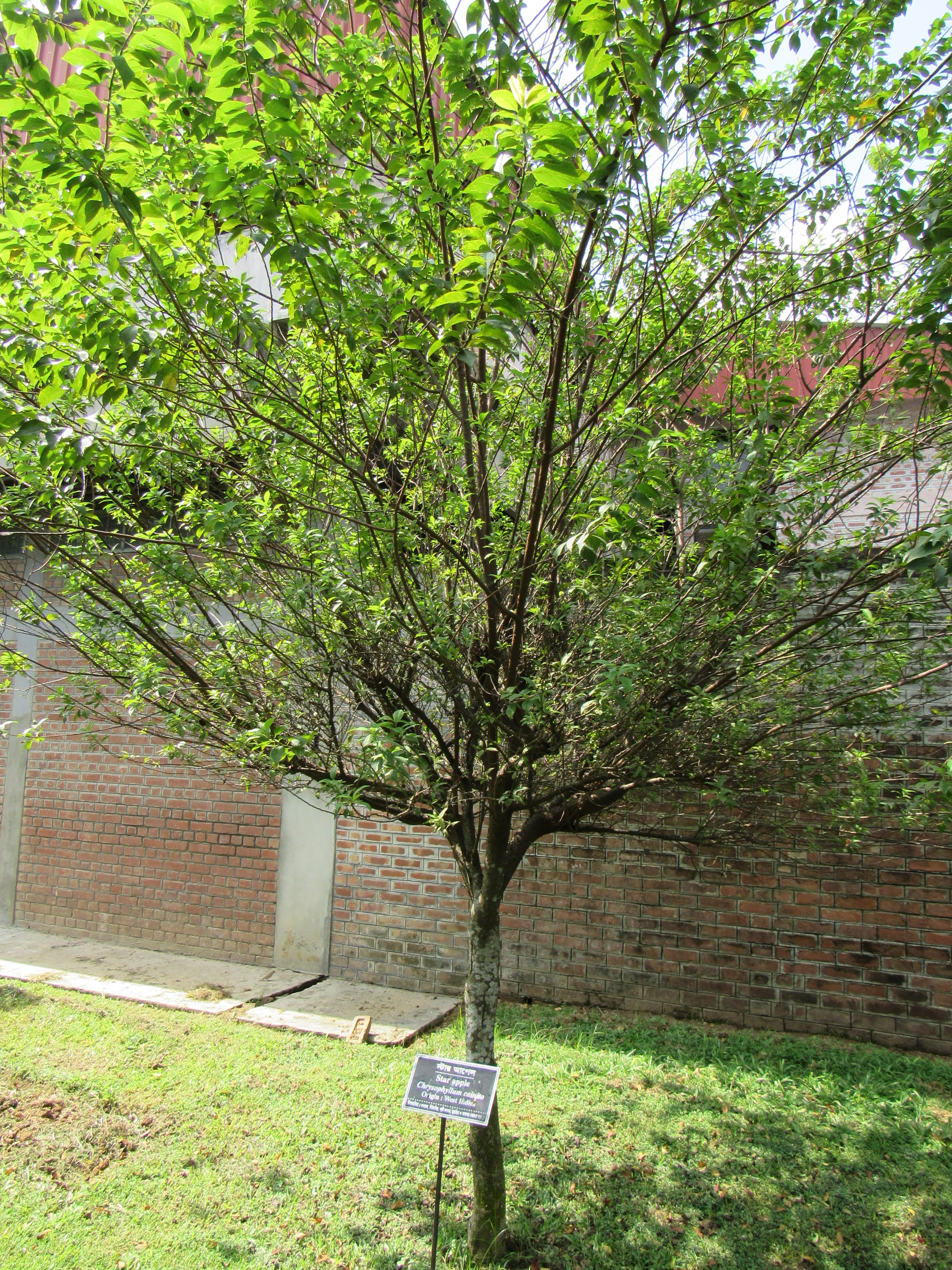
Arbre jeune, cultivé au Bangladesh
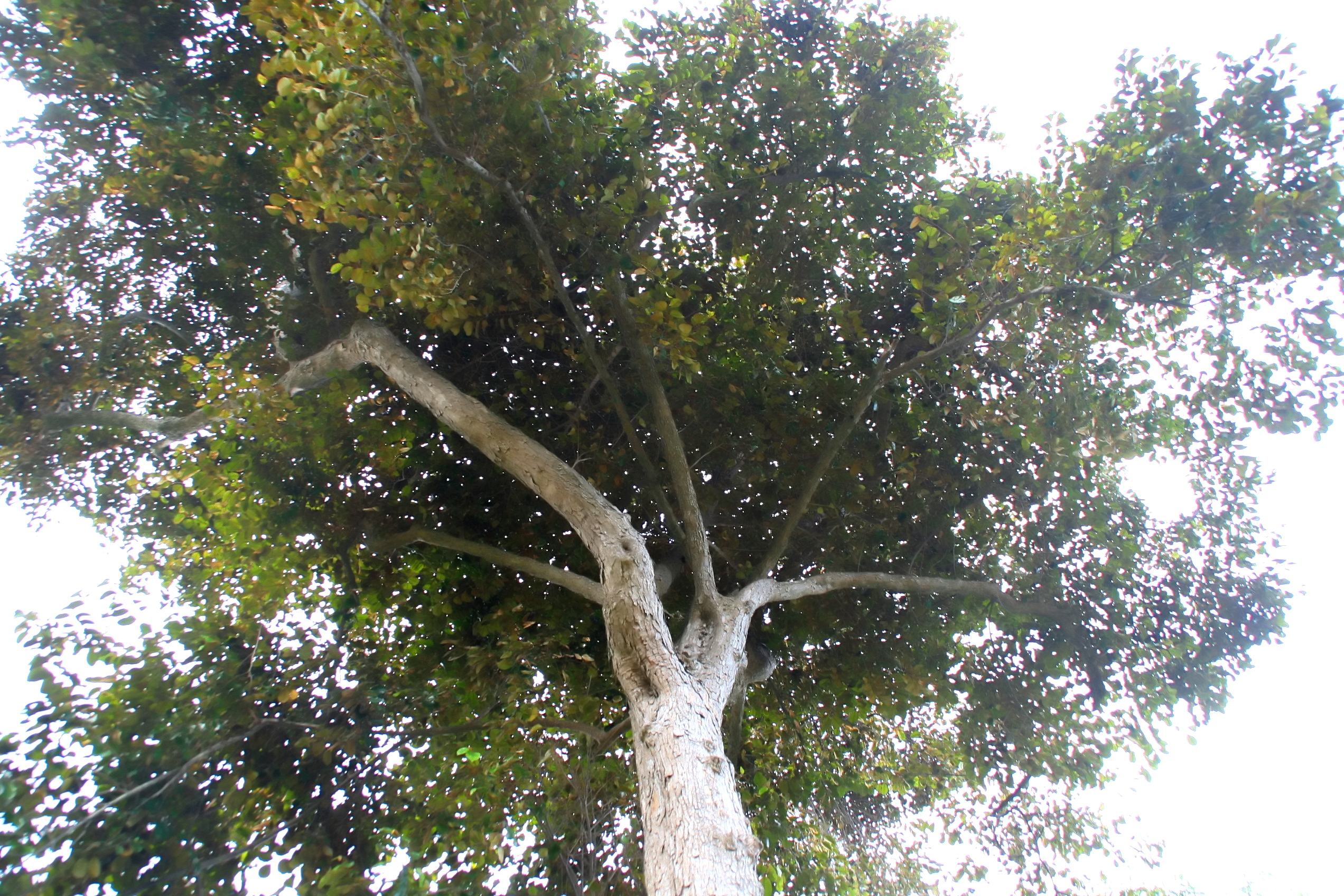
Aspect du tronc
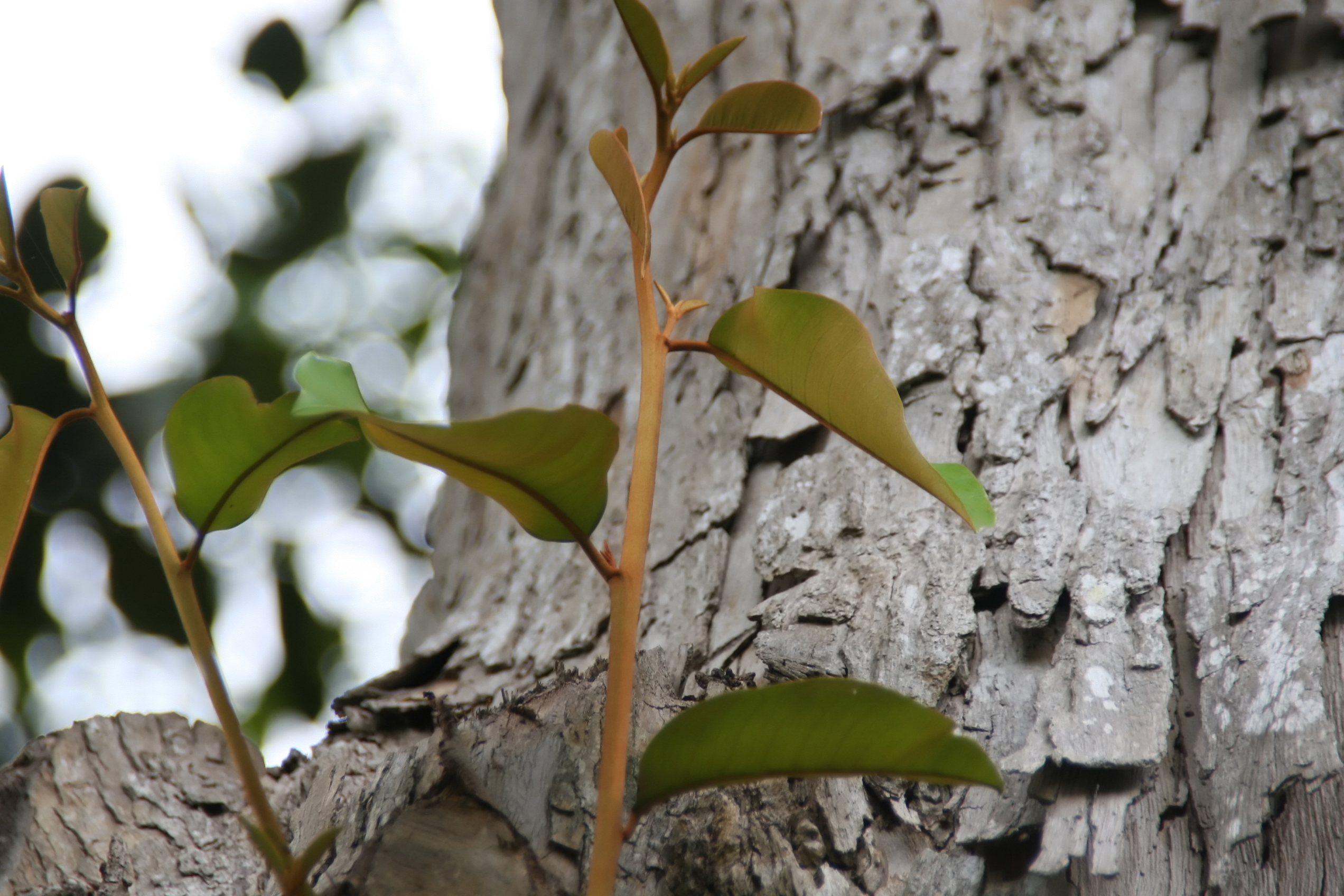
Tronc et jeunes pousses
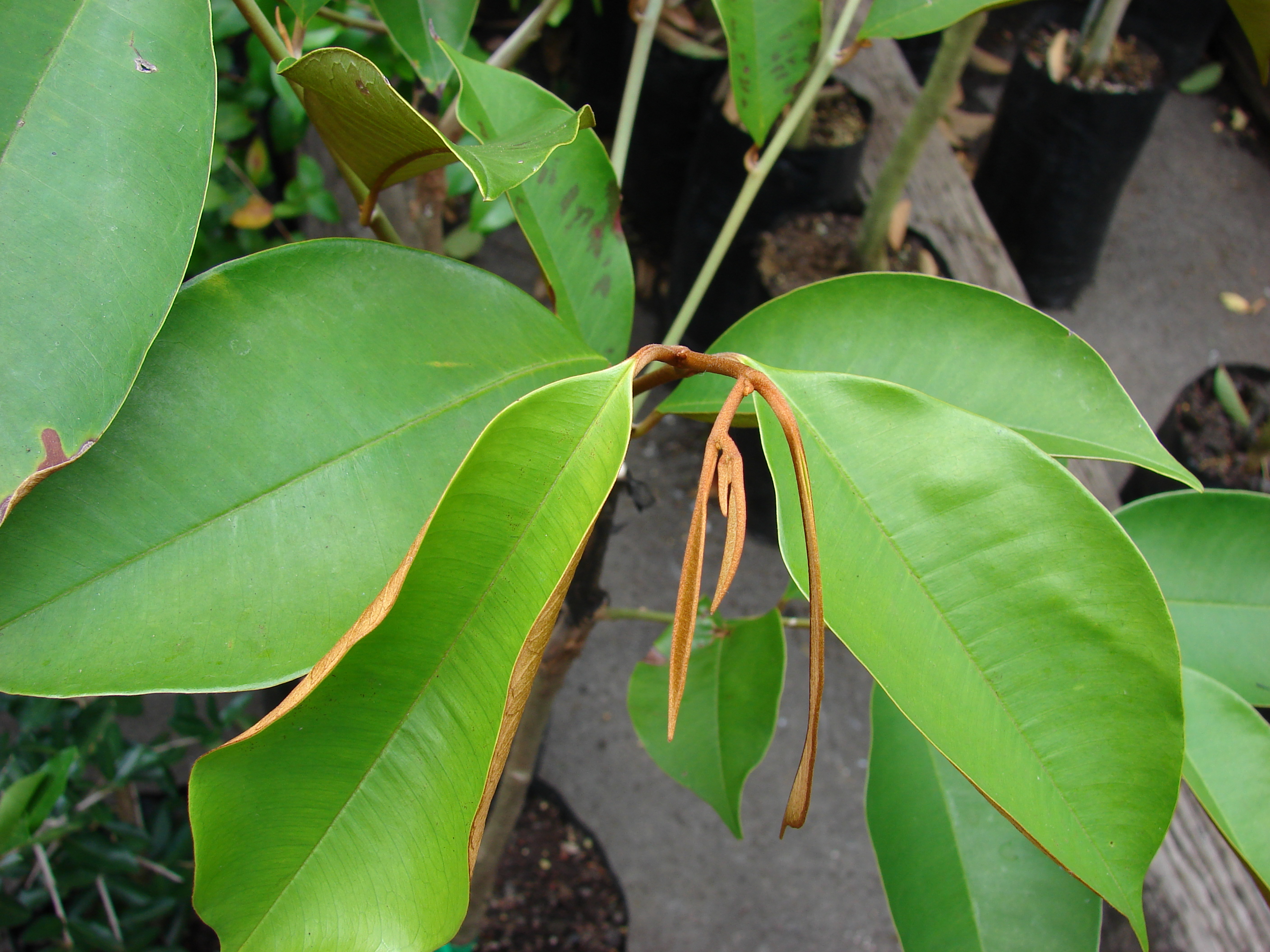
Feuilles terminales d'une branche
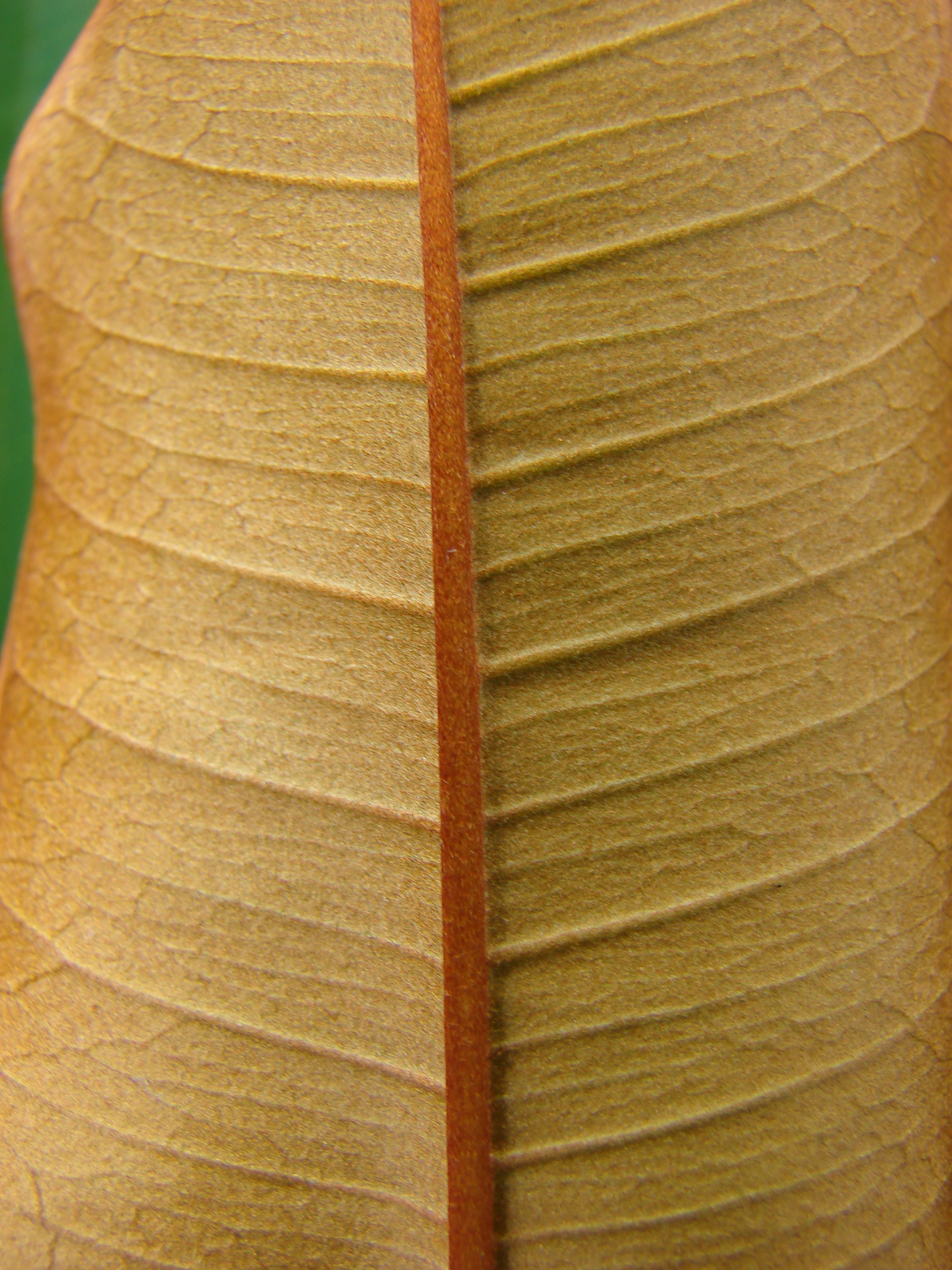
Revers d'une feuille
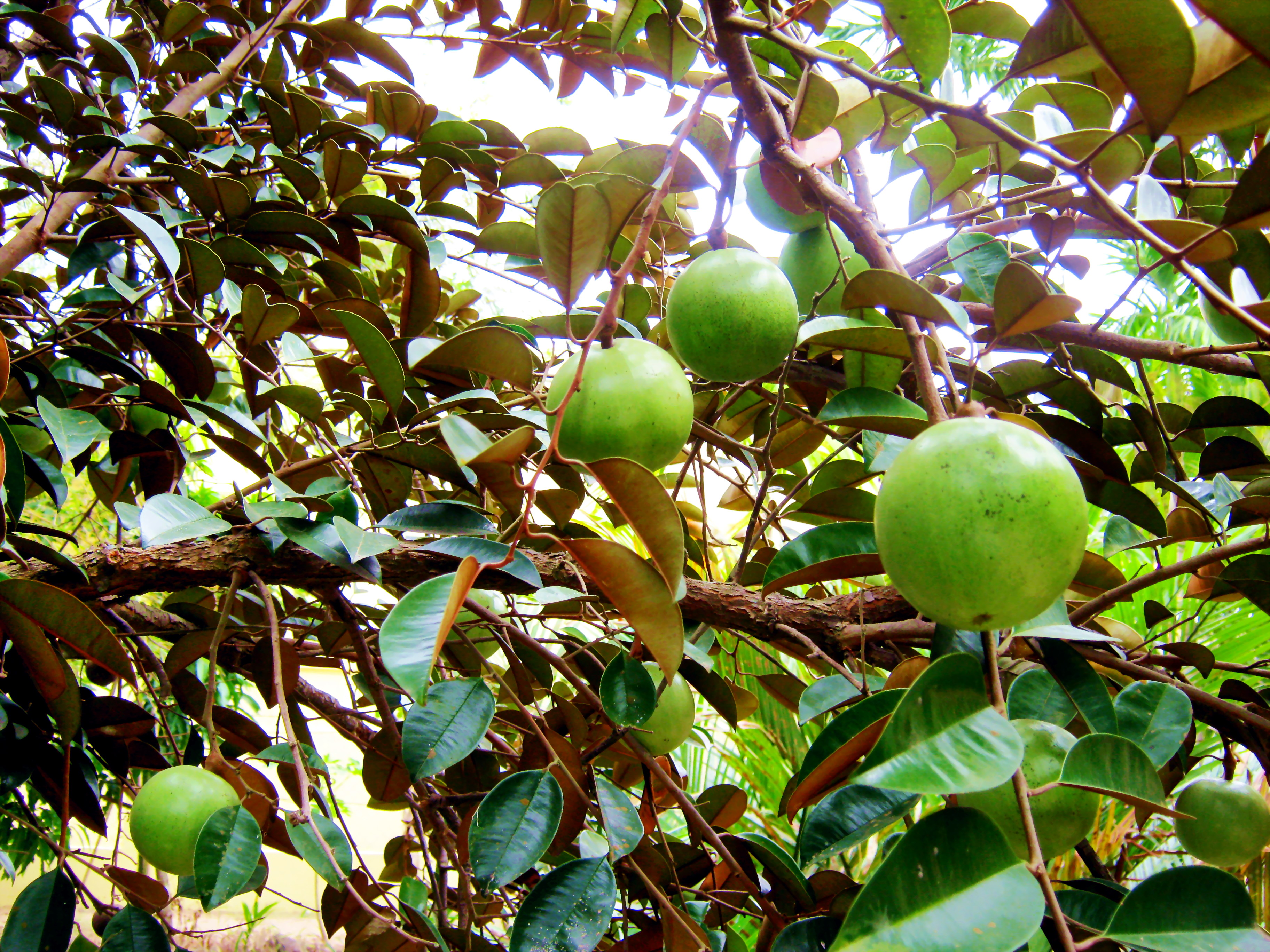
Feuillage et fruits
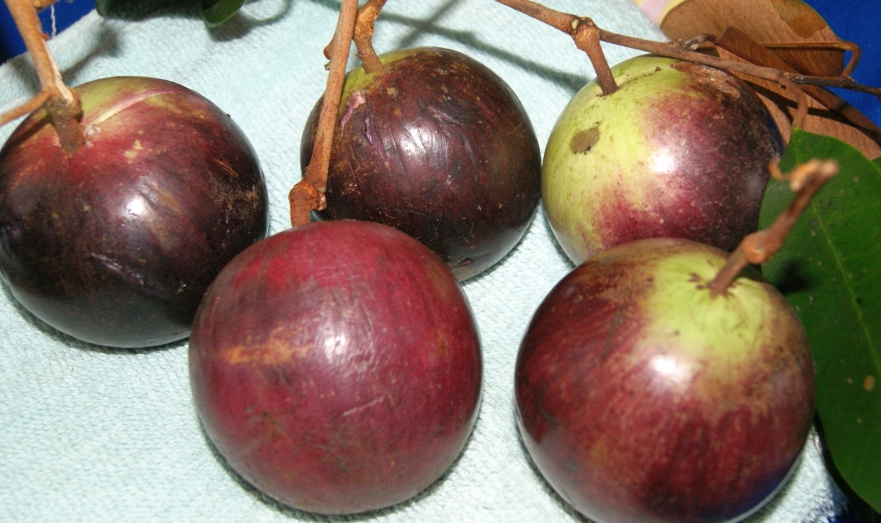
Fruits (Pomme de lait)
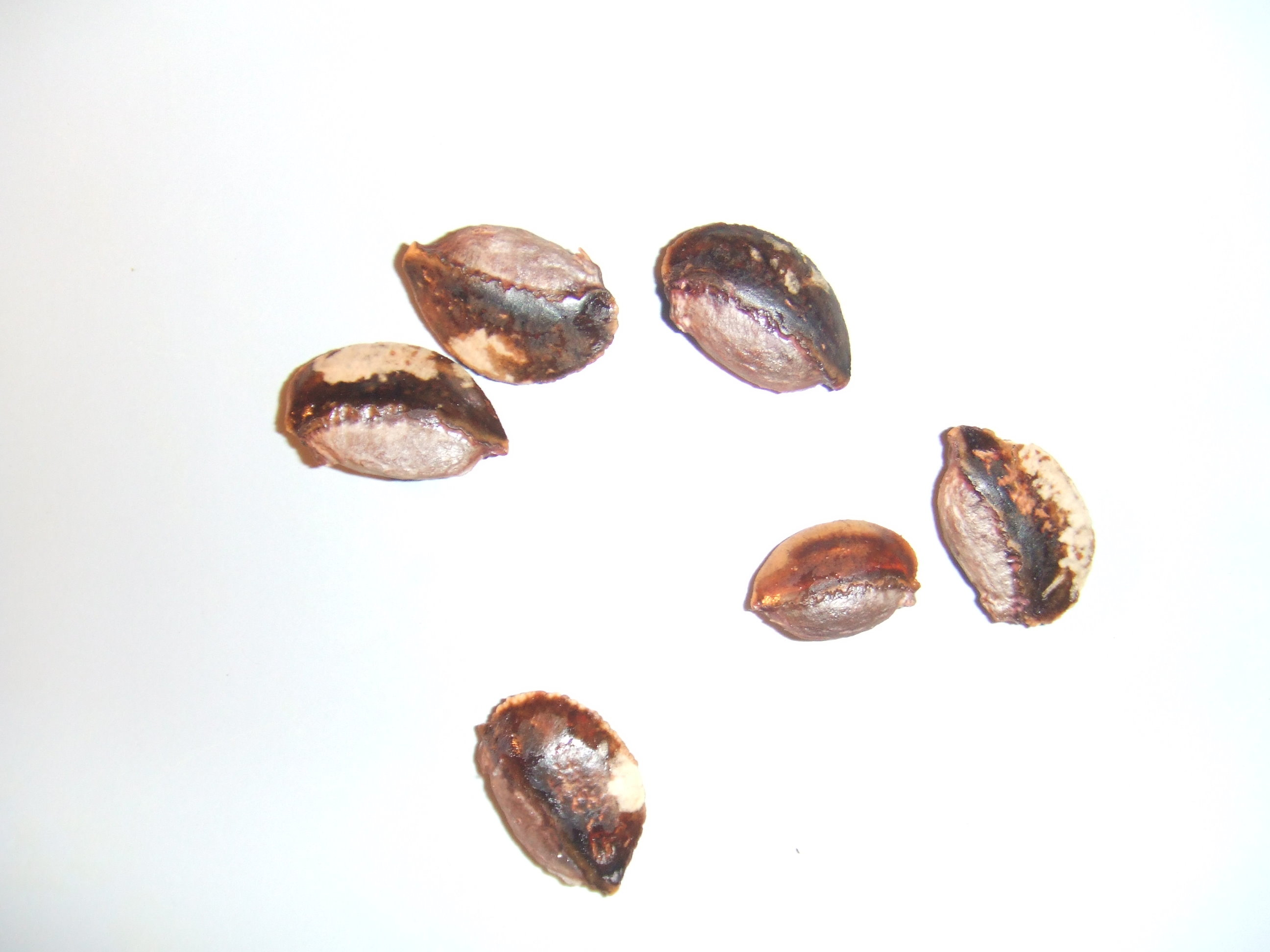
Graines

Le caïmitier est un arbre qui mesure entre 6 et 30 m et dont l'écorce est riche en latex. Son feuillage est persistant. Il est auto-fertile, les fleurs sont petites, jaune verdâtre et groupées par bouquet.
Le fruit est sphérique. Sa couleur dépend des variétés, vertes ou pourpres. En coupe, la pulpe est blanchâtre, la peau contient du latex et les graines sont situées dans des loges disposées en étoile, ce qui lui vaut le nom de pomme étoilée.

## Classification
Cette espèce a été décrite en 1753 par le naturaliste suédois Carl von Linné (1707-1778).
En classification phylogénétique APG III (2009), il est classé dans le genre Chrysophyllum, assigné à la famille des Sapotaceae.

### Liste des variétés
Selon Tropicos (21 décembre 2017) (Attention liste brute contenant possiblement des synonymes) :
- variété Chrysophyllum cainito var. b L.
- variété Chrysophyllum cainito var. caeruleum Jacq.
- variété Chrysophyllum cainito var. cainito
- variété Chrysophyllum cainito var. jamaicense (Jacq.) Bois
- variété Chrysophyllum cainito var. marticense Duss
- variété Chrysophyllum cainito var. martinicense Pierre ex Duss
- variété Chrysophyllum cainito var. microphyllum Jacq.
- variété Chrysophyllum cainito var. pomiferum (Tussac) Pierre
- variété Chrysophyllum cainito var. portoricense A. DC.

## Usages

### Ornement
L'arbre est apprécié en horticulture, dans les régions chaudes, pour son aspect décoratif. Il est planté dans les jardins, surtout en Martinique.

### Alimentaire
Le fruit est comestible par les humains, cru ou cuit, une fois débarrassé de la peau contenant un latex, désagréable au goût. Il est appelé pomme de lait ou caïmite, caïnite, cayemite ou encore pomme étoile. Il est principalement cultivé aux Antilles et en Afrique

### Médicinal
- L'infusion des feuilles de caïmitier est utilisée pour combattre le diabète et les douleurs rhumatismales[réf. nécessaire].
- La décoction d'écorce est un tonique et simulant utilisé comme antitussif[réf. nécessaire].